# Tehnologia în Primul Război Mondial

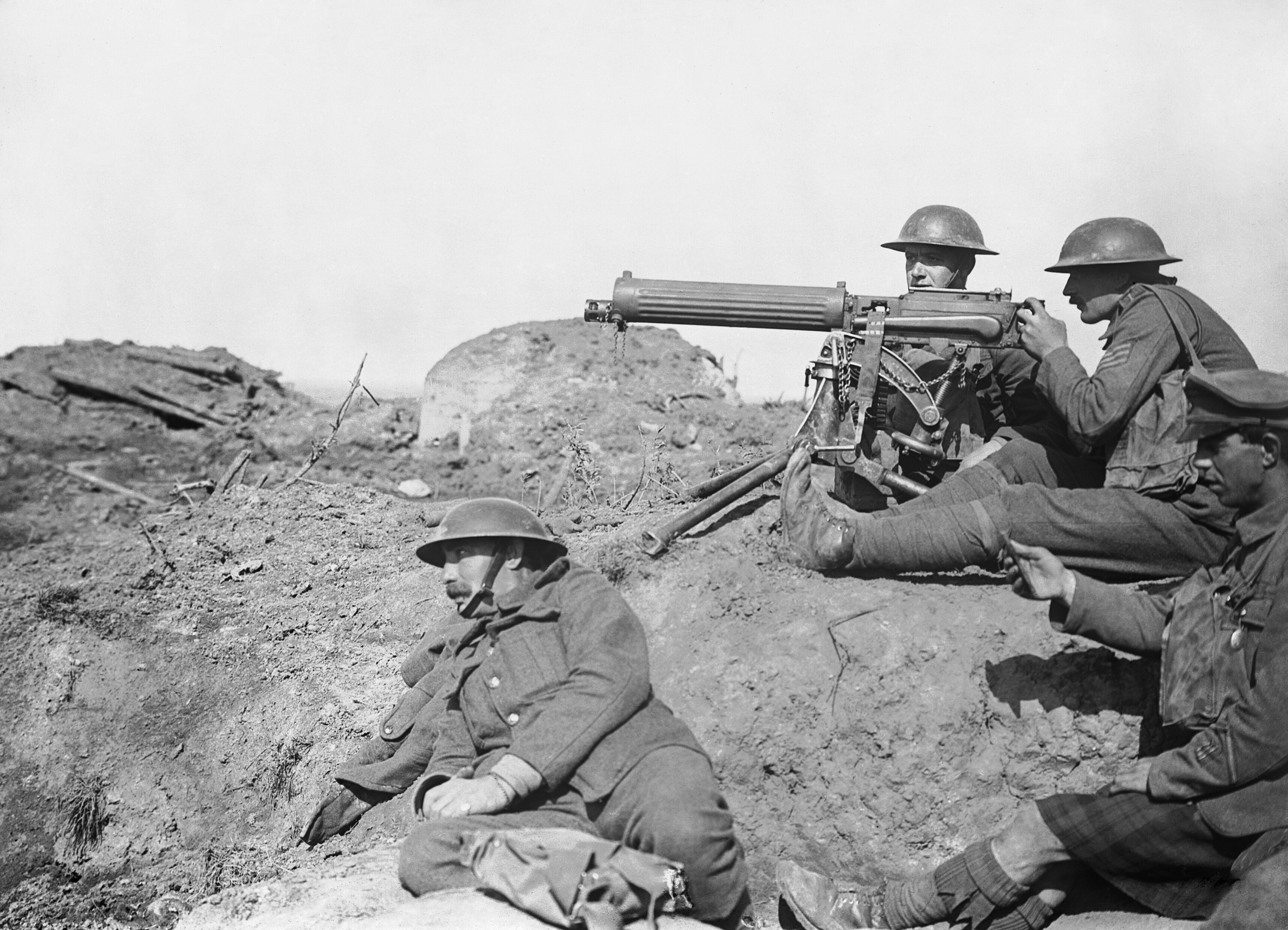
Soldați britanici cu mitralieră Vickers în Primul Război Mondial

Primul Război Mondial reflectă tendința spre aplicarea conceptelor  producției de masă în armament și în general în tehnologia folosită în război, proces care a început în urmă cu 50 de ani în Războiul Civil American.  
Luna august a anului 1914 a pus capăt unui secol relativ pașnic în Europa, caracterizat de multe descoperiri științifice și industrializare.
Primii ani s-au caracterizat prin bătălii ineficiente cu un număr mare de victime în ambele tabere.
Primul Război Mondial a transformat tacticile de manevră caracteristice conflictelor armate până atunci caracteristice de exemplu  Războaielor Napoleoniene în războaie de tranșee datorită utilizării unor noi descoperiri ca:
- mitraliera
- sârma ghimpată
- avionul.
- tancul

Acest război a fost primul război al noii societăți industriale, care stăpânea producția de masă și folosea avantajele pieselor standardizate.
Mitraliera, prin puterea sa de foc nu mai permitea efectuarea unor manevre lente, iar sârma ghimpată încetinea viteza oricărui asalt și putea să direcționeze atacul inamicului în zone bine pregătite. 
Tancurile, introduse în acest război de englezi și-au arătat efectele psihologice asupra militarilor și capacitatea lor de a trece peste diferite obstacole antiinfanterie: șanțuri, sârmă ghimpată.
Avioanele la rândul lor în prima fază a războiului au fost folosite doar pentru recunoaștere, zădărnicind orice încercare de manevrare a inamicului. Doar mai târziu au început să fie echipate cu mitraliere și bombe de mici dimensiuni.
Efectele gazelor de luptă folosite în acest război, au îngrozit părțile beligerante, care în Convențiile de la Haga din 1899 și 1907 au interzis folosirea acestora. 
În Primul Război Mondial rolul căilor ferate a fost mai mare ca în oricare alt război. Deplasarea se realiza în principal cu cai, folosiți și pentru tractarea armamentului greu și uneori motorizat(camioane, automobile, motociclete).
Acest război era dominat de cuirasate și cel mai mult conta calibrul și precizia tunurilor de pe cuirasate cât și blindajul lor. 
Apariția submarinelor începea deja să arate vulnerabilitatea cuirasatelor, care vor deveni evidente de-abia în cel de-al Doilea Război Mondial, odată cu dezvoltarea avioanelor de vânătoare și tacticilor de atac ale acestora cu bombe și torpile.

## Războiul de tranșee

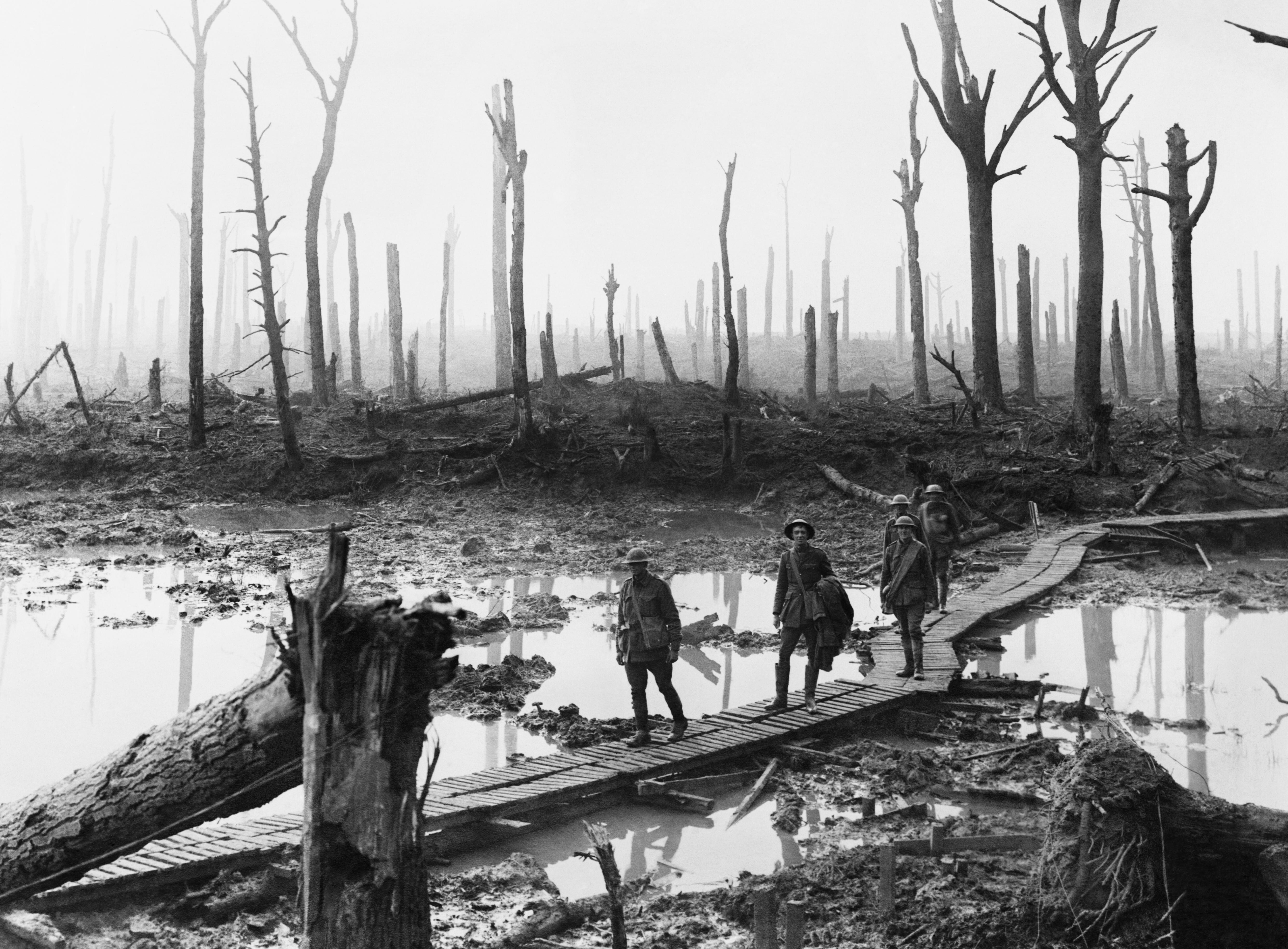
Eficiența artileriei: Chateau Wood, Ypres, 1917

Noile industrii metalurgice și biotehnologice, având multe invenții mecanice inovatoare, au creat amplificat puterea de foc, care a făcut ca apărarea să fie aproape invincibilă, iar atacul aproape imposibil. Puștile de infanterie, artileria cu țeava ghintuită a tunurilor și mecanismele hidraulice de recul, zigzagul tranșeelor, mitralierele, și aplicarea lor a avut efectul de a face dificil sau aproape imposibil ocuparea unui teren apărat. Grenada de mână, deja existentă, s-a dezvoltat rapid, dând ajutor în atacul tranșeelor. Probabil cea mai importantă inovație au fost obuzele cu putere mare de explozie, care a amplificat dramatic efectul letal al artileriei.
Războiul de tranșee a condus la apariția cazematelor de beton, o construcție întărită de obicei din beton sau beton armat unde putea fi plasată o mitralieră apărată foarte bine de focul inamic. Ele puteau fi plasate pe câmpul de luptă în așa fel, încât mai multe mitraliere să realizeze un baraj de foc. Plasarea sârmei ghimpate avea dublu rol: de a încetini atacul, viteza soldaților inamici, respectiv canalizarea deplasării acestora în fața mitralierelor. Atacul direct al tranșeelor inamice fiind atât de dificilă, părțile au început să sape tuneluri pe sub liniile inamice, activitate ce  a devenit una dintre eforturile majore în timpul războiului. 
Odată ce pozițiile inamice erau subminate, se plasau și se detonau imense cantități de explozivi sub tranșee ca preludiu pentru ofensivă. Dispozitive de ascultare sensibile detectau zgomotele produse de săpături, care era metoda principală de apărare împotriva săpăturilor subterane. Britanicii s-au dovedit în special adepții acestor tactici, datorită priceperii „geniștilor” în săpăturile de tranșee și ale dispozitivelor de ascultare sofisticate.

## Artilerie

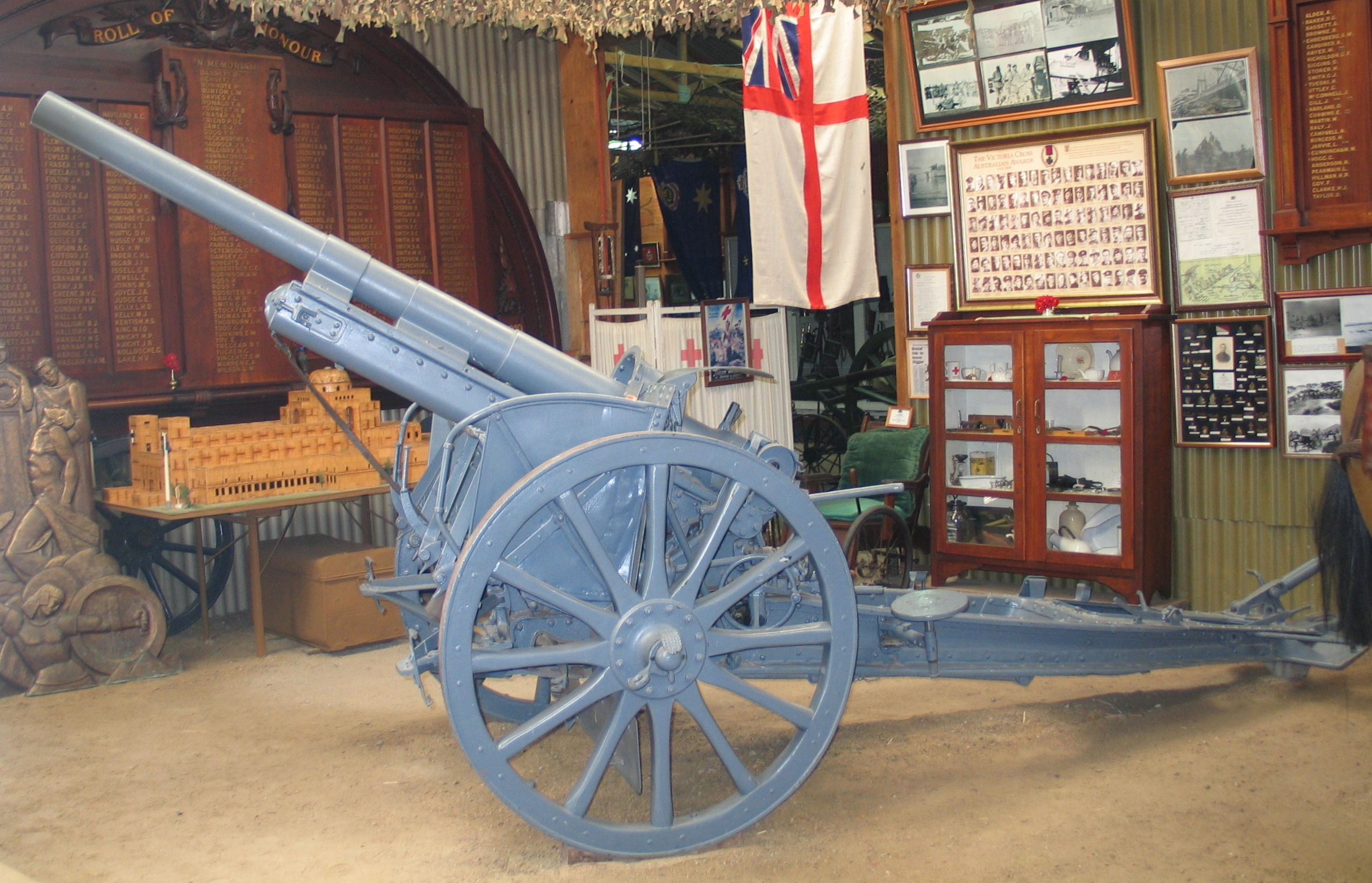
7,7 cm Feldkanone 16, tun german în Primul Război Mondial

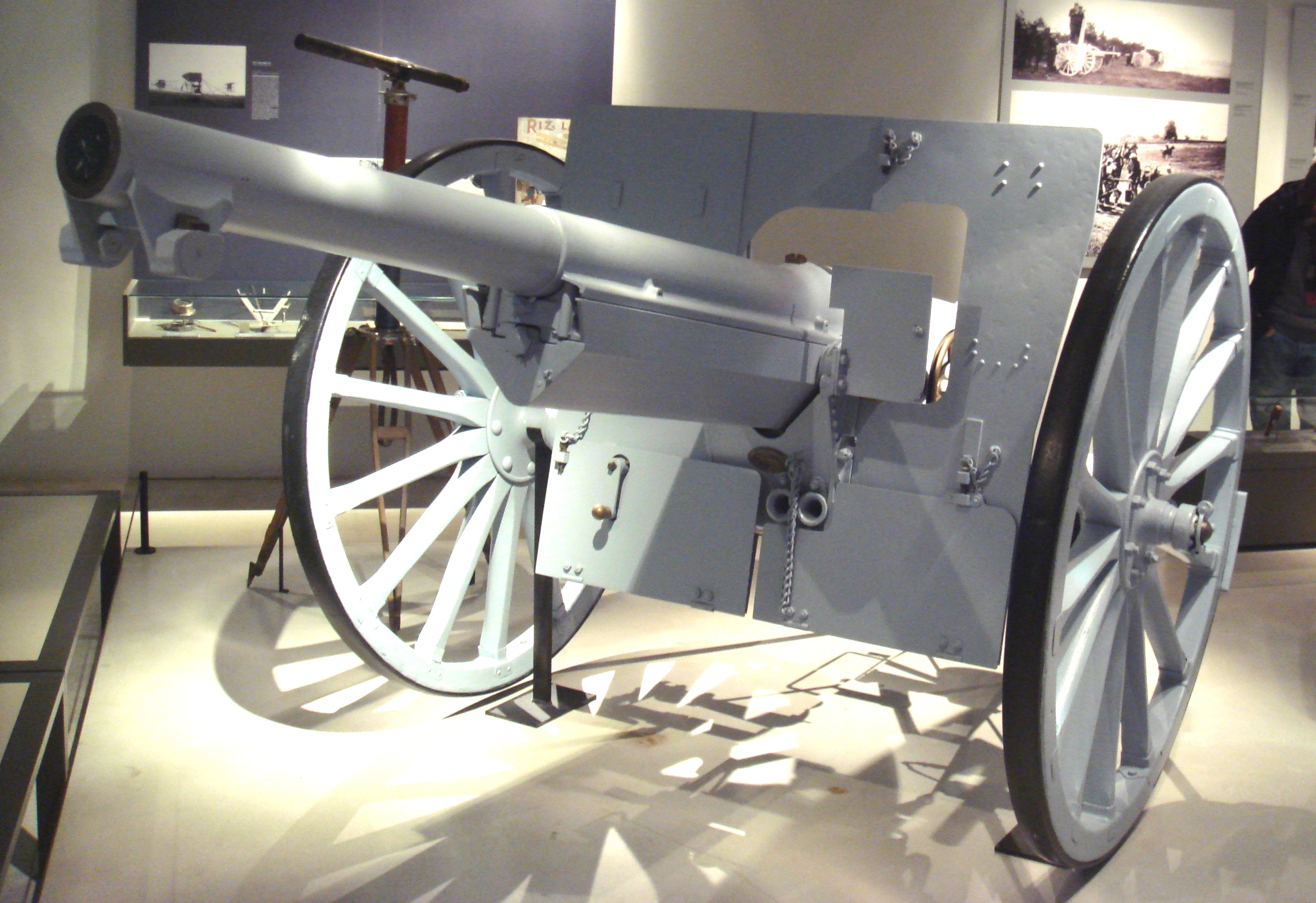
Tun de 75 mm model 1897

La începutul războiului artileria era adesea în prima linie pentru a trage direct în infanteria inamică. În timpul războiului însă s-au făcut mai multe îmbunătățiri:
- primul  foc de baraj cu trei laturi în istorie a avut loc la „Neuve Chapelle” în 1915, care cu barajele de foc în trei sau patru laturi încadra infanteria inamică într-o „cutie” împiedicându-i deplasarea.
- a fost dezvoltat capsa de detonare Nr.106 destinată tăierii sârmei ghimpate. Această capsă detonantă montată pe o bombă, atunci când intra în contact cu sârma ghimpată sau pământ detona imediat bomba, înainte ca aceasta să se afunde în mâl sau pământ. Era la fel de eficient și ca armă antiinfanterie.

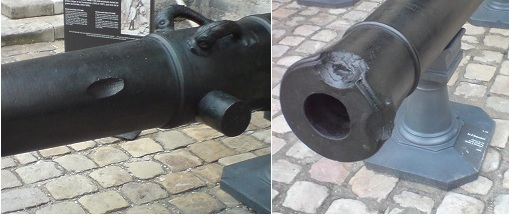
Urmele făcute de artileria inamică

- s-a dezvoltat pentru prima dată în istorie lupta anti-artilerie prin tragere indirectă (traiectorie balistică) cu ajutorul artileriei proprii, destinată să scoată din luptă artileria inamică
- s-au dezvoltat metode cu ajutorul cărora cu ajutorul luminii și zgomotului, respectiv diferenței în sesizarea acestora să se localizeze artileria inamică
- pentru prima dată din istorie s-au luat în calcul în cazul tragerii indirecte factori cum ar fi: vremea, temperatura și uzura țevii piesei de artilerie
- s-au folosit observatori pentru a ghida artileria

Marea majoritate a victimelor produse în război s-a datorat focului de artilerie.

## Gaze de luptă

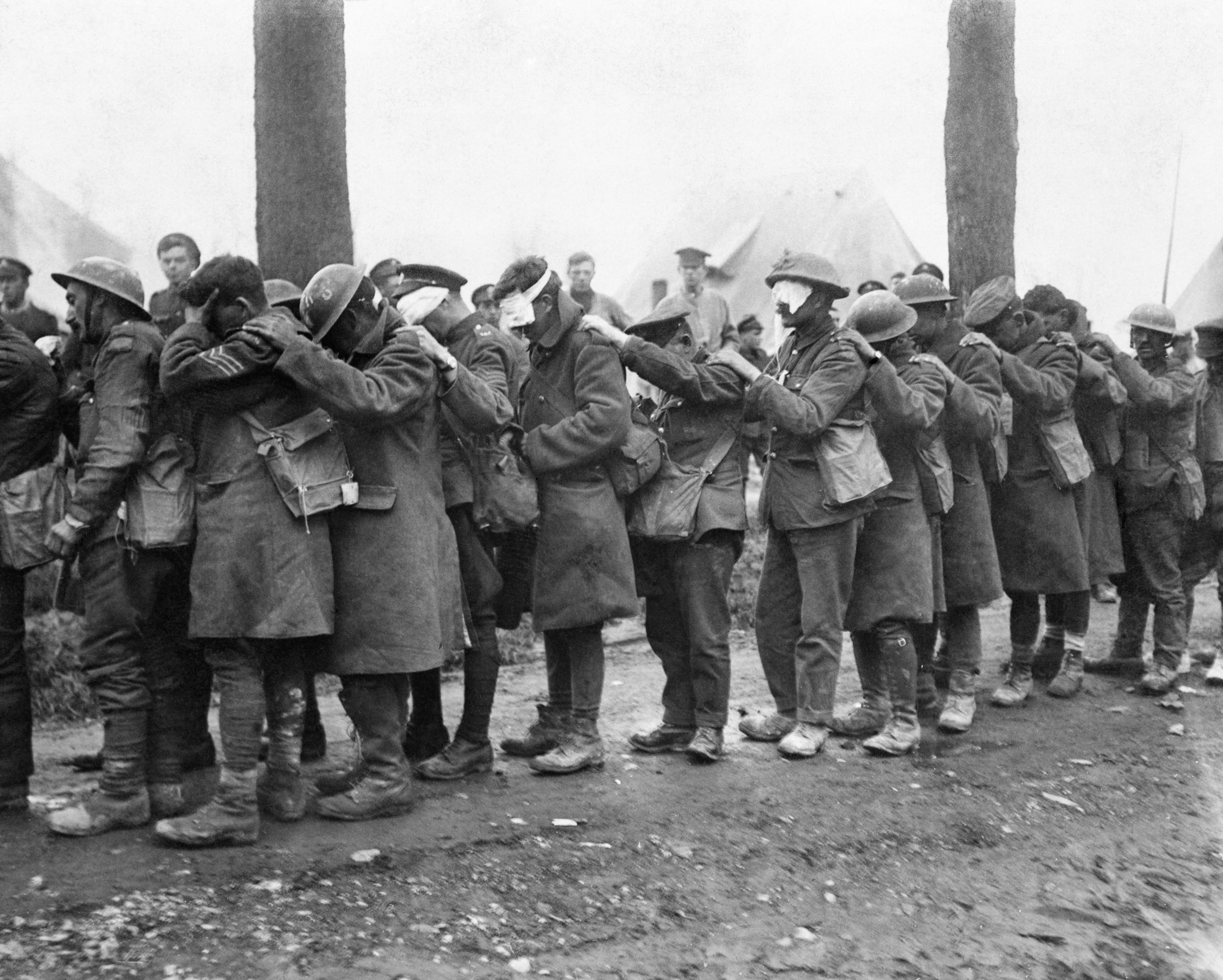
Militari britanici orbiți de gaze de luptă în Bătălia de la Estaires, 1918

La începutul războiului, Germania a avut industria chimică cea mai avansată din lume, având cele mai multe mijloace de luptă interzise în Convențiile de la Haga din 1899 și 1907. Germania a apelat la această industrie pentru ceea ce spera că va fi o armă decisivă pentru a scoate din impas războiul de tranșee. Gazul de clor a fost folosit pentru prima dată pe câmpul de luptă în aprilie 1915, în A doua bătălie de la Ypres din Belgia. Gazul necunoscut părea să fie o perdea de fum simplu, folosit pentru a ascunde soldații în atac, iar trupele aliate au fost comandate în tranșeele din față pentru a respinge atacul așteptat. Gazul a avut un efect devastator, ucigând mulți apărători. Mai târziu au fost utilizate gazul muștar (iperită), fosgenul și alte gaze. 
Marea Britanie și Franța au urmat în scurt timp exemplul cu propriile lor gaze de luptă. Primele mijloace de apărare împotriva gazului au fost improvizate, în principal erau cârpe înmuiate în apă sau urină. Mai târziu, au fost dezvoltate măsti de gaze relativ eficiente, care au redus considerabil eficiența gazelor de luptă. 
Deși, uneori a dus la avantaje tactice scurte și, probabil, a provocat peste 1.000.000 de victime, gazele de luptă nu pare să avut nici un efect semnificativ asupra cursul războiului.

## Comandă și control
În primele zile ale războiului, generalii au încercat să coordoneze tactic luptele de la cartiere generale aflate la mulți kilometri depărtare de prima linie cu mesaje transmise  prin curieri pe motociclete. Și-au dat seama repede că sunt necesare metode de comunicare mai directe (rapide).
Aparatele radio din acea perioadă erau prea grele pentru a fi duse în luptă, și liniile telefonice și telegrafice întinse se rupeau ușor. În locul radiourilor se foloseau curieri, semnale luminoase și oglinzi. Mai erau folosiți și câinii, dar numai ocazional. O altă invenție ce a fost pentru prima dată folosită într-un război a fost telegraful fără fir, utilizat în mod eficient de către ambele tabere.
Pentru comunicare s-au folosit și avioane (numite „patrulele de contact") care transportau mesaje între cartiere generale, iar în alte cazuri aruncau mesajele fără să aterizeze.

## Căile ferate
Niciun război nu a fost dominat în așa mare măsură de căile ferate ca acesta. 
Prin căile ferate, bărbații și materialele puteau fi mutate pe front într-un ritm fără precedent, dar ele au fost foarte vulnerabile pe linia frontului în sine. Astfel, armatele care avansau puteau să se deplaseze doar înainte în ritmul în care erau capabili să construiască sau reconstruiască de exemplu o cale ferată, vezi de exemplu Traversarea Sinaiului de către britanici. Transportul motorizat exista în Primul Război Mondial, dar a fost  rareori utilizat. După ce depășeau capătul căii ferate, trupele se deplasau pe jos și tunurile erau trase de cai. 
Strategia germană a fost cunoscută în prealabil de către aliați pur și simplu din cauza vastelor teritorii pe care se desfășurau trupele germane de-a lungul graniței Belgiene care nu putea avea alt scop decât să plaseze trupele germane în punctul de pornire de unde urmau să atace. Planul de mobilizare german a fost aproape un program detaliat de transport al trupelor pe calea ferată. 
Căile ferate nu aveau flexibilitatea transportului rutier și această lipsă de flexibilitate a avut efect în desfășurarea  războiului.

## Războiul de uzură
Războiul de uzură este una din tacticile militare, care constă în slăbirea inamicului prin atacuri și amenințări permanente, astfel dușmanul suferind pierderi umane și materiale permanente, în cele din urmă este pe punctul de a se prăbuși. Războiul de uzură, se câștigă de obicei de partea care dispune de resurse sau rezerve mai mari.
Mulți generali de-a lungul istoriei au folosit tactici de uzură, în acest sens Frontul de vest al Primului Război Mondial, este un exemplu elocvent de un război de uzură. Un alt exemplu bine-cunoscut este Războiul din Vietnam, când Statele Unite, au adoptat o tactică ce consta în slăbirea inamicului într-o asemenea măsură încât să-i suprime "voința de a rezista".
Toate părțile implicate în conflict au folosit producție în masă pentru fabricarea armelor, în special muniția de artilerie. Femeile au avut rol crucial în acest sens, lucrând la fabricile de muniție. Mobilizarea completă a resurselor națiunii, sau „războiul total" a însemnat faptul că nu numai armata, dar și economiile țărilor erau în competiție.
Pentru o vreme, în perioada 1914-1915 unii au sperat că războiul se poate câștiga prin epuizarea materialului de război, de exemplu a muniției de artilerie, dar producția a crescut pe ambele părți și speranțele au devenit deșarte. În Marea Britanie "Criza muniției de artilerie din 1915" a dat jos guvernul britanic și a dus la construirea unei mari fabrici în Gretna la granița dintre Anglia și Scoția.
Războiul de uzură s-a concentrat apoi pe o altă resursă: viața umană. În Bătălia de la Verdun șeful de stat major al armatei germane, Erich von Falkenhayn spera că va secătui Franța de rezervele sale umane prin atacuri repetate asupra acestui punct fierbinte al frontului.
În final războiul s-a terminat printr-o uzură combinată materială și umană a Germaniei prin intrarea SUA în război, deși Germania prezenta situație bună pe front, a devenit clar faptul că nu va putea concura cu rezervele materiale și umane ale Statelor Unite ale Americii.

## Războiul aerian

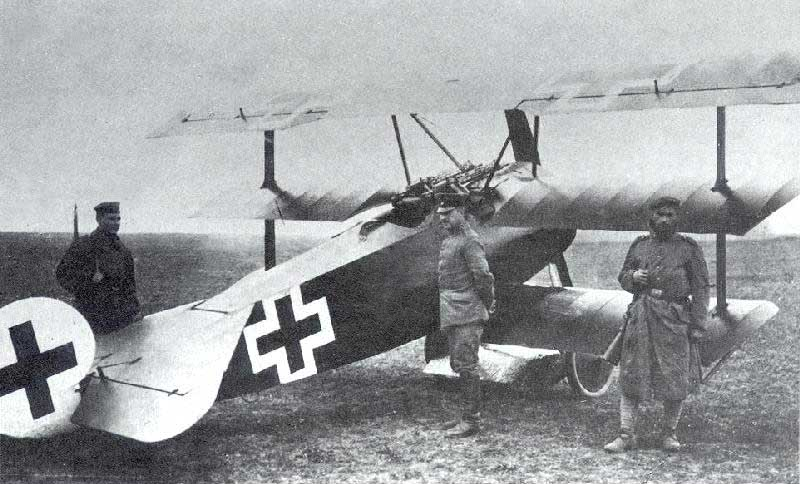
Triplanul Fokker al lui Manfred von Richthofen

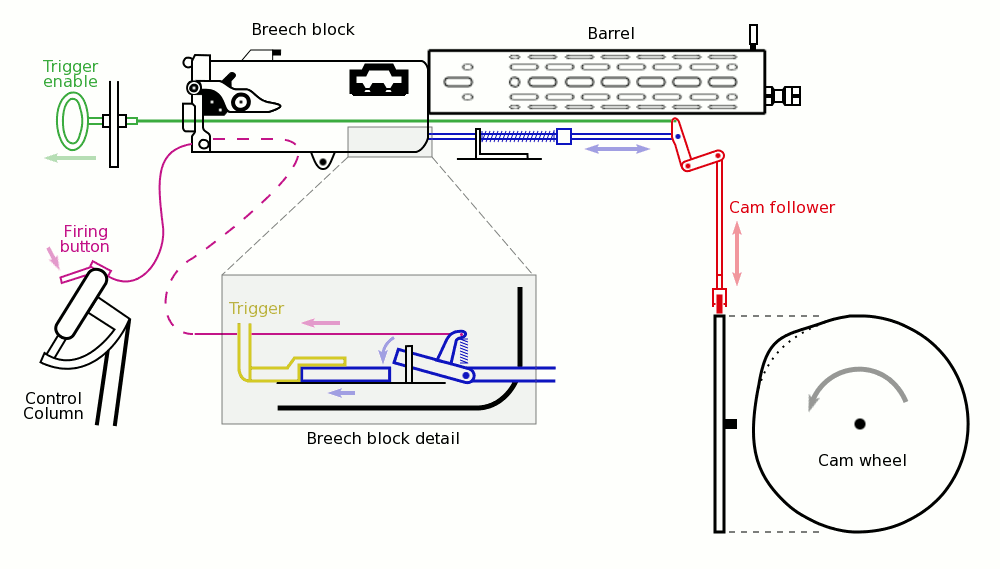
Schița care arată sincronizarea mitralierei din bot cu rotirea elicei

Predecesorul Luftwaffe, "Serviciului Aerian a Armatei Imperiale Germane", a fost fondat în 1910, înainte de izbucnirea Primului Război Mondial (1914–1918), deși trebuie spus că, la început, avioanele erau folosite numai pentru misiuni de recunoaștere aeriană, în același fel în care fuseseră folosite baloanele în timpul Războiului franco-prusac din 1870-1871. Nu a fost prima forță aeriană din Europa. Forța aeriană franceză, cea care avea să se transforme în Armée de l'Air, a fost de asemenea înființată în 1910, iar Corpurile Aeriene Regale (care aveau să se unească în 1918 cu Serviciul Aerian Al Marinei Regale pentru a forma Royal Air Force), a fost fondată în 1912.
În timpul războiului, Serviciului Aerian a Armatei Imperiale Germane a utilizat o mare varietate de avioane, de la avioane de vânătoare (așa cum au fost modelele Albatros-Flugzeugwerke și Fokker), la cele de recunoaștere (Aviatik și DFW), până la bombardierele grele (Gothaer Waggonfabrik și Zeppelin-Staaken).
Baronul Manfred von Richthofen, „Baronul Roșu", care a doborât 80 de avioane aliate, doborât și ucis la rândul lui pe 21 aprilie 1918. Medalia Pour le Mérite se vede la gâtul aviatorului.
Cea mai mare atenție a fost acordată avioanelor de vânătoare, producând „ași ai aerului" precum Manfred von Richthofen, renumit în rândurile aliaților ca „Baronul Roșu" (în Germania era numit "der rote Kampfflieger" – Pilotul de vânătoare roșu), Ernst Udet, Hermann Göring, Oswald Boelcke (considerat primul tactician al luptelor aeriene), Max Immelmann (primul aviator care a fost decorat cu medalia Pour le Mérite, cea mai înaltă decorație imperială germană pentru bravură, cel care a făcut ca acest ordin să fie numit „Blue Max"), și Werner Voss. La fel ca și marina germană, infanteria folosea dirijabile Zeppelin pentru bombardarea țintelor militare și civile din Franța, Belgia și din Regatul Unit.
Toate aparatele de zbor germane și austro-ungare foloseau ca semn distinctiv crucea de fier până la începutul anului 1918. Până în cele din urmă, o cruce grecească negru pe alb (Balkenkreuz) a devenit însemnul forțelor aeriene germane.
După înfrângerea Germaniei în Primul Război Mondial, forțele sale aeriene au fost desființate ca urmare a prevederilor Tratatului de la Versailles care cereau ca toate avioanele ale armatei imperiale să fie distruse.

## Tancuri

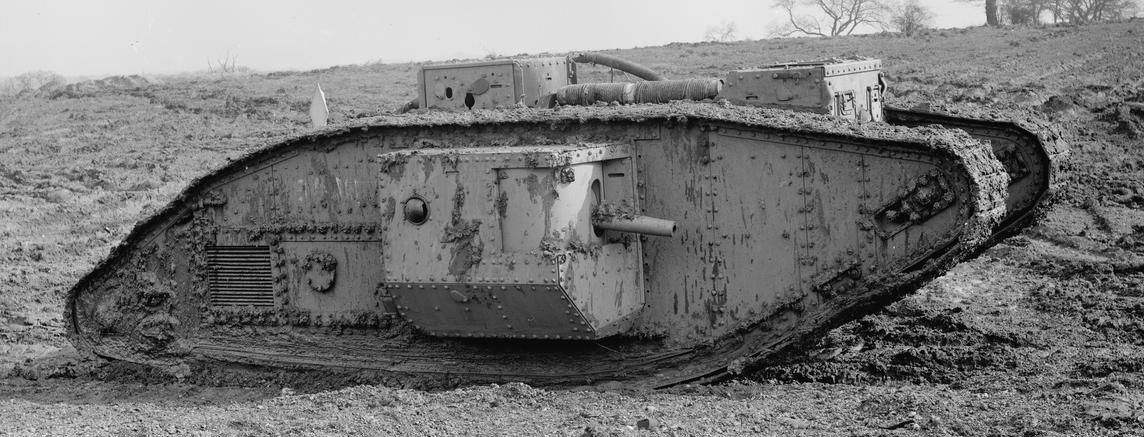
Tanc britanic Mark V

Condițiile de luptă pe frontul occidental au împins armata britanică să înceapă studiul unui vehicul autopropulsat care să poată traversa tranșeele și barajele de sârmă ghimpată și să nu fie afectat de focul de mitralieră. După ce a văzut automobilele Rolls Royce blindate utilizate de către Royal Naval Air Service în 1914, și cunoscând schemele pentru a crea un vehicul blindat de luptă cu tracțiune pe șenile, Primul Lord Winston Churchill a condus un comitet, Landships Committee, pentru a coordona crearea acestei noi arme.
Sub conducerea Colonelului Ernst Swinton, Landships Committee a creat primul prototip care a avut succes, poreclit Little Willie, care a fost încercat de armata britanică pe 6 septembrie 1915. Dacă la început se numeau nave de uscat (landships), primele vehicule s-au numit tancuri (rezervoare) de apă și mai târziu tancuri ( = vas cu pereți subțiri), pentru a menține secretul. Cuvântul „tanc” a fost utilizat pentru a da senzația că muncitorii din fabricile britanice construiesc rezervoare de apă mobile pentru armata britanică din Mesopotamia - dar în realitate fabricau un vehicul de luptă secret - și așa a fost considerat oficial până pe 24 decembrie 1915.
Prima participare în luptă a unui tanc operativ a avut loc când Căpitanul H.W. Mortimore din Royal Navy a condus un tanc Mark I în timpul Bătăliei de pe Somme, pe 15 septembrie 1916. Francezii au dezvoltat Schneider CA1 și l-au folosit pentru prima dată pe 16 aprilie 1917. Prima bătălie în care s-au folosit multe tancuri a fost cea de la Cambrai, din 20 noiembrie 1917.
Tancul și lupta de tranșee
Tancul a scos practic lupta de tranșee din tactica de război, miile de tancuri utilizate în război de către forțele britanice și franceze având o mare influență în desfășurarea conflictului armat.
Rezultatele inițiale ale utilizării tancurilor au fost neconcludente, problemele tehnice numeroase (și lipsa de răbdare a consiliului militar) cauzând multe pierderi de vehicule în luptă. Desfășurarea în grupuri mici a micșorat valoarea și impactul tactic. Forțele germane au suferit tactic un șoc inițial și erau lipsite de arme contra tancurilor, dar în curând ele au descoperit muniția antitanc și folosirea de tranșee mai late pentru a limita mobilitatea tancurilor britanice.
Evoluția condițiilor pe câmpul de luptă a forțat tancurile aliate să se dezvolte pe tot parcursul războiului, producând noi modele ca Mark V, care putea să treacă peste obstacole mari, în special tranșee late. Tancul francez Renault FT-17, apărut spre sfârșitul războiului, a fost un proiect revoluționar, care a influențat designul multor tancuri moderne. [2]
În timpul Primului Război Mondial Germania a avut un număr mic de tancuri, în general capturate. Au fost produse aproximativ 20 tancuri de concepție germană, de exemplu modelul A7V.

## Războiul maritim

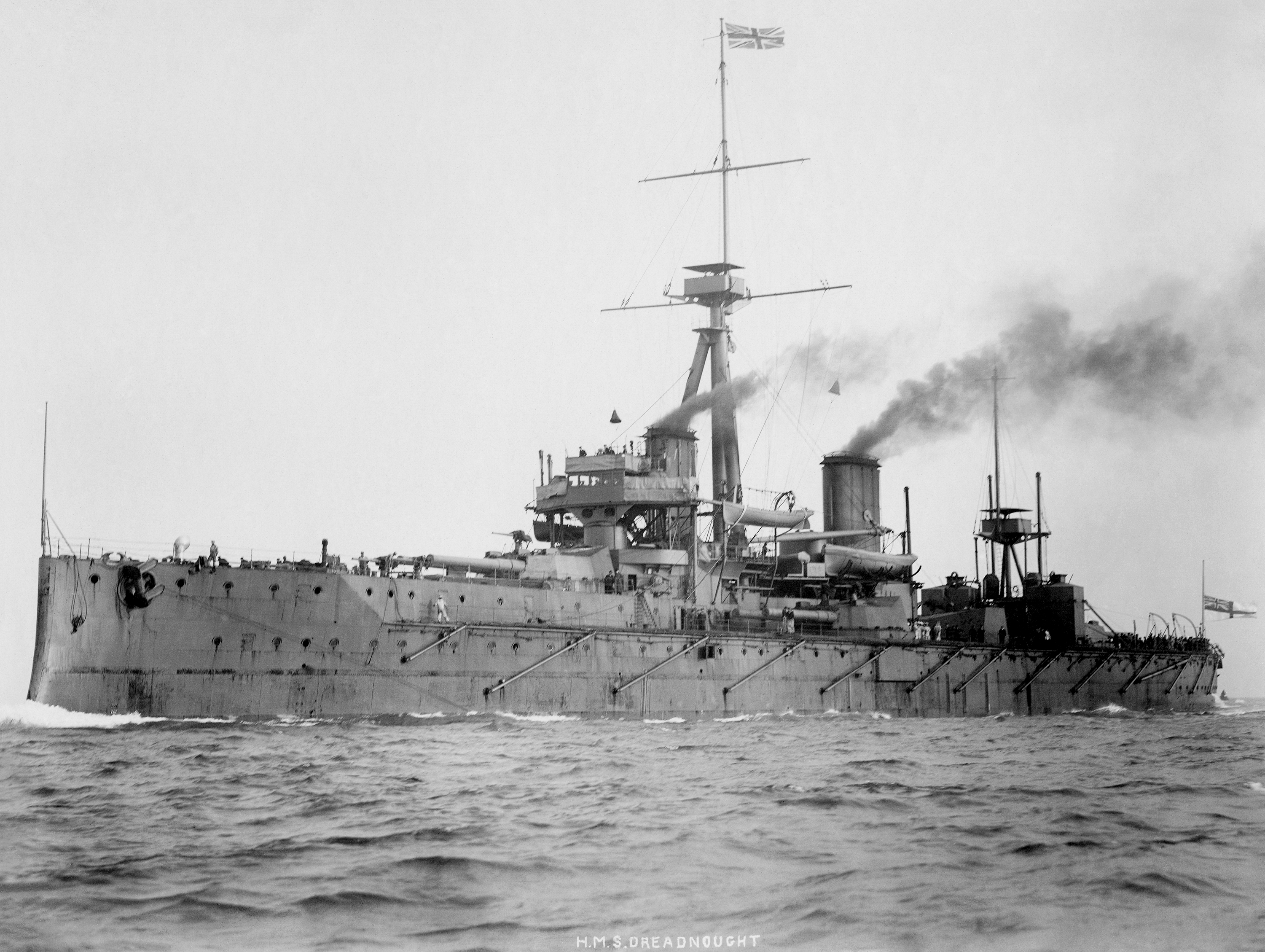
HMS Dreadnought - cuirasatul care a revoluționat construcția de nave militare. Numele lui era asociat cu o întreagă generație de cuirasate moderne

Anii care au dus la război au arătat îmbunătățirea tehnologiei metalurgice și mecanicii, făcând posibilă producerea unor nave mai mari cu tunuri mai mari și, ca reacție la aceste tunuri, blindaj mai gros. Lansarea cuirasatului HMS Dreadnought (în 1906) a revoluționat construcția navelor război, făcând ca multe nave să fie depășite înainte ca acestea să fie finalizate. Prin urmare, la începutul războiului, multe forțe navale aveau în dotare nave noi alături de cele vechi, depășite. Avantajul a fost creșterea razei artileriei, și bătăliile navale aveau loc la distanțe mult mai mari decât înainte. Bătălia Iutlandei (1916) a fost singura bătălie pe scară largă între flote în război.
Având cea mai mare flotă de suprafață, Marea Britanie a încercat să se folosească de acest avantaj. Navele britanice au blocat porturile germane, au vânat navele germane și pe cele austro - ungare, oriunde s-ar fi aflat ele în largul mării, și sprijineau acțiuni împotriva coloniilor germane. Flota de suprafață germană a fost silită de Royal Navy să staționeze în mare măsură în Marea Nordului. Această situație a împins Germania să-și direcționeze resursele sale către o nouă formă de putere navală: forța submarinelor.

## Submarine

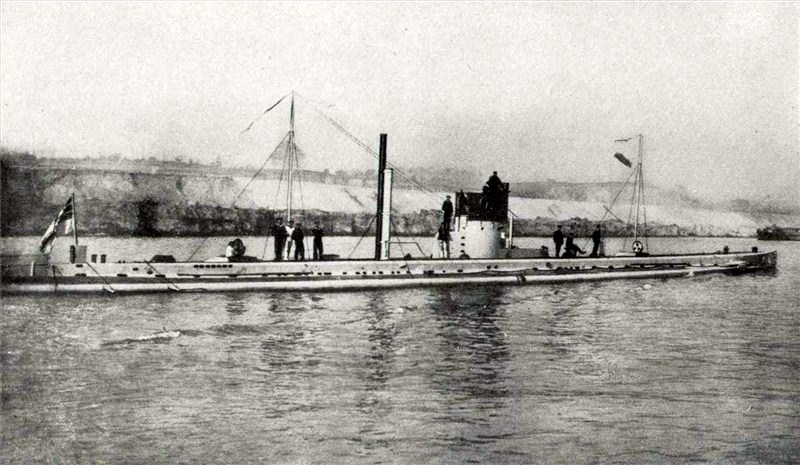
Submarin german U-9 (1910)

Primul Război Mondial a fost primul conflict în care submarinele au fost o armă de temut. Cu puțin înainte de război, au fost dezvoltate sisteme de propulsie diesel relativ sofisticate pentru deplasare la suprafață, și  baterie de acumulatori pentru deplasare în apă.
Marea Britanie s-a bazat foarte mult pe importuri pentru a hrăni populația sa și a-și susține industria sa de război, iar Marina germană spera, ca folosind submarinele sale să realizeze o blocadă prin care să poată înfometa britanicii, atacând navele comerciale fără apărare. 
Această luptă între submarinele germane și contramăsurile britanice a devenit cunoscută sub numele de Prima Bătălie a Atlanticului.
Cum submarinele germane au devenit mai numeroase și mai eficace, britanic a căutat modalități de a proteja navele comerciale. „Navele Q" erau vase de atac deghizate ca navele civile, erau o strategie în prima perioadă.
Organizarea navelor comerciale în convoaie protejate de unul sau mai multe nave marinei militare a fost adoptat mai târziu în război. Inițial a fost o mare dezbatere cu privire la abordarea acestei probleme, de teamă că le-ar fi oferit submarinelor germane U-boot, o multitudine de ținte convenabile și facile. Datorită dezvoltării  sonarelor active și pasive, împreună cu arme anti-submarin din ce în ce mai mortale, sistemul convoaielor a redus pierderile britanice la o mică parte din nivelul pierderilor anterioare. Locotenentul Otto Weddigen a remarcat la primul atac submarin al Marelui Război:
| “ | Cât de mult s-au temut de submarinele noastre și cât de mare a fost agitația provocată de puținele U-9 este demonstrată de rapoartele englezilor cum că o întreagă flotilă de submarine germane au atacat crucișătoarele și că această flotilă naviga sub pavilionul Olandei. Aceste rapoarte au fost absolut neadevărate. U-9 a fost singurul submarin, iar el a arborat drapelul care încă flutură - Drapelul naval german. | ” |

## Mobilitate

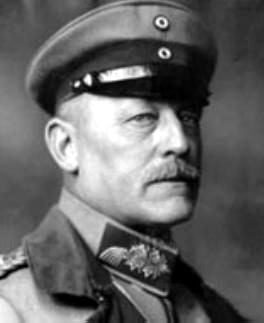
Oskar von Hutier, cel care a dezvoltat tactica infiltrării

Între sfârșitul anului 1914 și începutul anului 1918, Frontul de Vest abia s-a mutat. În mod ironic, începutul sfârșitului pentru Germania a început cu un avans german imens. În 1917, când Rusia s-a predat după Revoluția din Octombrie, Germania a fost capabilă să mute mai multe trupe pe Frontul de Vest. Utilizarea de noi tactici de infiltrare dezvoltate de Oskar von Hutier, germanii au avansat câțiva zeci de kilometri între martie-iulie 1918. Aceste ofensive au arătat că mitraliera, sârmă ghimpată și tranșeele nu au fost singurul obstacol în război mobil.
În Bătălia de la Amiens în august 1918, forțele Antantei au început un contraatac, numit Ofensiva de  o sută de zile. Diviziile australiene și canadiene care conduceau atacul au reușit să avanseze 13 km în prima zi. Aceste bătălii au marcat sfârșitul războiului de tranșee pe frontul de Vest și o întoarcere la război mobil. S-au creat unități care combinau infanteria pe biciclete și mitraliere montate pe motociclete cu ataș. Aceste unități cu mitralieră montată pe motor au apărut  în 1915.
Linia Hindenburg a căzut și Canal du Nord a fost trecut. În Berlin, Kaiser Wilhelm a declarat că Germania a pierdut, iar acum trebuie să se predea. Evenimentele au continuat, dar evoluțiile politice din Germania au obligat Germania să semneze un armistițiu la 11 noiembrie 1918.
Războiul s-a terminat, dar a apărut o nouă formă de război mobil bazat, care va fi stăpânit de către germanii învinși și implementat în 1939 sub numele de Blitzkrieg  sau războiul fulger, care cuprindea tot ce au învățat în 1918.

## Arme de infanterie
Mitraliera a afectat în mod direct organizarea infanteriei în 1914, și, de la mijlocul anului 1917, a pus capăt tacticii de valuri umane de dimensiunea companiei. 
Au devenit importante plutoanele și grupurile, mână în mână cu aceasta a fost utilizarea armelor automate ușoare. Mitraliera Lewis a fost prima mitralieră ușoară, care putea, teoretic, să fie operat de un singur om, deși în practică, muniția voluminoasă avea nevoie de o întreagă echipă pentru a păstra arma în funcțiune (cercetare postbelică a arătat că este o construcție ingenioasă, dar grelele și complicatele conducte de răcire a aerului au fost complet inutile)  Pușca automată Browning a fost adoptată de către armata SUA în 1918. Adaptarea de benzi pentru cartușe au permis servantului mitralierei să meargă și să tragă focuri de armă în același timp. Pistoalele mitralieră timpurii s-au dezvoltat, de asemenea, în această perioadă. În timp ce în timpul utilizării, aceste arme multe ori se supraîncălzeau  - ceea ce a dus la dezvoltarea mai multor metode de răcire.
Aruncătoare de flăcări

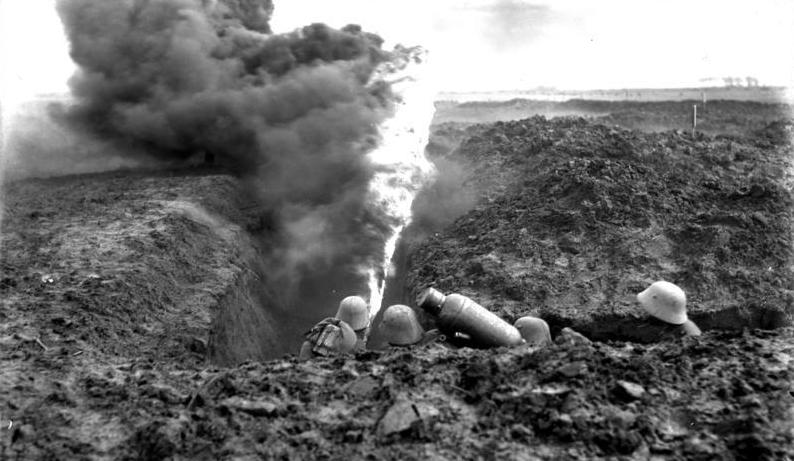
Soldați germani cu un Flammenwerfer

Armata imperială germană a desfășurat aruncătoarele de flăcări (Flammenwerfer) pe Frontul de vest încercand sa alunge soldații francezi sau britanici din tranșeele lor. Introdus în 1915, a fost folosit cu mare efect în timpul bătăliei Hooge a frontul de Vest la 30 iulie 1915. Armata germană a avut două tipuri principale de aruncătoarele de flăcări în timpul Marelui Război: 
- o versiune numită Kleinflammenwerfer și
- și alta, mai mare, numită Grossflammenwerfer.

La aceasta din urmă, un soldat căra rezervorul de combustibil în timp ce altul țintea cu aruncătorul. 
Ambele versiuni mari și mici de aruncător de flăcări au avut utilizare limitată, deoarece raza lor era prea scurtă operatorul fiind expus focului infanteriei inamice.